# El Redomón
El Redomón é uma junta de governo da província de Entre Ríos, na Argentina.